# Michel Aubry
Pour les articles homonymes, voir Aubry.
Michel Aubry né le 19 mars 1959 à Saint-Hilaire-du-Harcouët est un sculpteur et plasticien français,.
Il vit et travaille à Paris.

## Biographie
Michel Aubry étudie à l'École supérieure des arts décoratifs de Strasbourg ; il obtient le diplôme national supérieur en arts plastiques (option art) en 1984. De 1991 à 1992 il est pensionnaire sculpteur à la villa Médicis à Rome. De 1994 à 1996, il est professeur à l’École supérieure d'art et de design de Reims et est chargé de cours en premier cycle d’arts plastiques à l’université Paris-VIII de 1995 à 2000.
Il enseigne depuis 1994 à l'École des beaux-arts de Nantes Saint-Nazaire. Son travail est conservé dans de nombreuses collections publiques. Il est représenté par la galerie Eva Meyer à Paris.
Avec des Tapis afghans reproduisant des scènes de guerre, des pelles métalliques gravées et des tenues militaires appareillées d’instruments de musique sardes, des accessoires de la loge des Fratellini aux gilets pare-balles en soie turkmène ou en cire, de la combinaison d’artiste de Rodtchenko au manteau de Albrecht Dürer, en passant par les figures de Le Corbusier ou d’Erich von Stroheim, Michel Aubry active un clavier de motifs éclectiques et de formes inusitées qu’il interprète en chercheur insatiable et avisé. Un répertoire rigoureux qui l’entraîne à varier les médiums : canne de Sardaigne, bakélite, dessin, moulage, mobilier. Il réalise des films, notamment Rodtchenko à Paris.

## Œuvres

### Films
- Situation des instruments, S8, 20 min, 1981-1982.
- Is Launeddas, 45 min, 2000.
- Répliqûre : Les disparus de St Agil (avec David Legrand et Marc Guerini), 4 min 45 s, 2000.
- Les Tapis animés, film d’animation, 27 min en boucle, 2000.
- Collection de génériques, 46 min 50 s, 1972-2001.
- Répliqûre : La Grande Illusion (avec David Legrand et Marc Guerini), 18 min 45 s, 2001-2002.
- Répliqûre : Le Corbeau (avec David Legrand et Marc Guerini), 3 min 53 s, 2003.
- Répliqûre : Lumière d’été (avec David Legrand et Marc Guerini), 2003.
- Lady Shanghaï, 43 min, 2004.
- Dialogue fictif : Albrecht Dürer & Joseph Beuys, un film de La Galerie du cartable, 12 min, 2004.
- Dialogue fictif : Albrecht Dürer & Le Corbusier, Michel Aubry/La Galerie du cartable, 33 min, 2005.
- Rodtchenko à Paris, 92 min, 2003-2016.
- La Visite des écoles d'art (avec David Legrand et le groupe de recherche APNÉ de l'école des beaux-arts de Nantes), 5 h, 2007-2009.
- Chronique des voyages de Rodtchenko et Stroheim, 92 min, 2009-2010.
- Bande annonce: Dialogues fictifs Albrecht Dürer & Joseph Beuys (2004) / Le Corbusier & Albrecht Dürer (2005), la galerie du cartable / Michel Aubry, 7’02’’, 2011.
- Répliqûre Lao : Les disparus de St Agil, la galerie du cartable / Michel Aubry, 4’03’’, 2010.
- Aos artistas mortos para o show ao vivo ; Défilé des costumes de la loge des Fratellini à la biennale de Sao Paulo, Brésil, 03’41’’, 2013.
- Le pavillon escamoté, 6’38’’, 1925-2013.
- Bande annonce : La 54 169e partie du monde, 08’23’’, 2015.
- La 54169e partie du monde, 32’, 2017.

### Concerts-Performances
- Mise en musique de l'Ecole d'Architecture Paris-Belleville, avec Matthieu Crimersmois, Julien Langlois et Michel El Ghoul, le 19 octobre 2019
- Galerie Eva Meyer, Paris, avec Matthieu Crimersmois, le 19 octobre 2017
- Planck, avec Matthieu Crimersmois, le 20 janvier 2015, Maison des ensembles, Paris
- Catalogue des ressources, le 14 janvier 2015, L’atelier des ressources, Nantes
- La 72593e partie du monde, avec Marianne Baillot, Matthieu Crimersmois et Patrice Gilman, le 27 septembre 2014, Tissage Chollat-Namy, Saint Jean en Royans
- La 213429e partie du monde, avec Matthieu Crimersmois et Patrice Gilman, le 4 juillet 2014, l’Essaim de Julie, Saint-Julien-Molin-Molette
- Aos artistas mortos para o show ao vivo. Défilé des costumes de la loge des Fratellini, le 10 septembre 2012, Biennale de Sao Paulo, Brésil,
- La Chambre des échos, avec l’ensemble climatique, le 22 novembre 2011 au Pannonica, Nantes
- La Palissade et la cornemuse, avec David Legrand, le 29 novembre 2006, Galerie Marion Meyer, Paris
- Les Pas perdus de Raymond Hains, le 29 septembre 2006, centre culturel de la gare de Gaël

### Œuvres de commande
- 1996 : commande publique de l’État pour la réalisation d’une sérigraphie, Schablonensuite 1
- 1999 : commande publique de l’État pour la réalisation d’une site Internet, Invitation au casino
- 2000 : commande publique de l’État pour la réalisation d’un carton de tapisserie d’Aubusson, La relativité générale. La Gravitation
- 2002 : conception du bureau d’accueil du centre d’art Espace Jules Verne, Brétigny-sur-Orge
- 2002-2003 : HWK, réalisation d’un jardin (avec Sébastien Argant) au Frac Alsace, Sélestat
- 2004 : commande du Mobilier national pour la réalisation d’un carton de tapisserie. H.W.K.
- 2005 : commande dans le cadre d’un 1 % artistique : Mise en musique de l’École d’architecture de Paris-Belleville
- 2013 : La 213429e Partie du monde, Parc naturel régional du Pilat, Projet de coopération Leader interparcs Paysage industriel, action Nouveaux commanditaires (Fondation de France)
- 2013 : La 72593e Partie du monde, Parc naturel régional du Vercors. Projet de coopération Leader interparcs Paysage industriel, action Nouveaux commanditaires (Fondation de France)

## Expositions

### Expositions personnelles
1984
- Dix jours de silence d'une cornemuse, vitrine sur les trottoirs, Strasbourg.

1985
- Le Département des Kornemuses, avec Sarkis, Centre d'art contemporain, Châteauroux.

1987
- Suoni della memoria, Sant Antioco, Sardaigne, Italie.

1988
- Galerie Georges Dezeuze, École des beaux-arts, Montpellier.
- Galerie Ils arrivent, Saint-Étienne.
- Galerie Jean-François Dumont, Bordeaux.

1989
- Galerie Jean-François Dumont, Bordeaux.

1990
- Villa Arson, Nice.
- Frac Poitou-Charentes, Angoulême.
- Het Apollohuis, Eindhoven, Pays-Bas.

1991
- Documents musicologiques, La Criée, halle d'art contemporain, Rennes.

1992
- Le Joueur, Centre culturel français de Palerme et de Sicile, Italie.

1993
- Château de la Louvière, Frac Auvergne, Montluçon.
- Galerie Siyah/Beyaz, Ankara, Turquie.

1994
- Galerie Jean-François Dumont, Paris.

1995
- La Chaufferie, École des arts décoratifs, Strasbourg.
- Galerie Jean-François Dumont, Bordeaux.

1997
- Inviter, Casino Luxembourg, Luxembourg.
- Notations, La Box, École nationale des beaux-arts de Bourges.

1998
- Espace Gustave Fayet, Sérignan.

1999
- L’atelier de couture, Miss China Select, Paris.
- Symétrie de Guerre, galerie Mollat, Bordeaux.
- La Galerie, centre d'art contemporain, Noisy-le-Sec.

2000
- École régionale des beaux-arts, Nantes
- Centre d’art contemporain de Vassivière.
- Le Quartier, Centre d’art contemporain, Quimper.
- Decimus Magnus Art, Bordeaux.
- Frac Pays de la Loire, Nantes.

2002
- Le Club ouvrier mis en musique, galerie Decimus Magnus Art, FIAC 2002, Paris (avec John M.Armleder, Georg Ettl, Eric Poitevin).
- Le Creux de l'enfer, Thiers.
- Le Salon de musique, MAMCO, Genève.

2003
- Le Club ouvrier mis en musique, MAMCO, Genève[6].
- HWK, Frac Alsace, Sélestat.
- Le Club ouvrier mis en musique, Espace Arts plastiques, Maison du peuple, Vénissieux.

2004
- Lady Shanghaï, Miss China Lunch Box, Paris.
- Salon de lecture, Frac des Pays de la Loire, Nantes.
- L’Atelier de couture 2, Miss China Lunch Box, Paris.
- (Châteauroux), mur des documents, Centre de la photographie, Genève.

2005
- La Nouvelle vie quotidienne, Frac des Pays de la Loire, Carquefou[7].

2006
- Salle d’armes, galerie Marion Meyer, Paris.

2008-2009
- John Armleder/Michel Aubry, Le Parvis, Tarbes.

2009
- Michel Aubry, Frac Limousin, Chapelle Saint-Libéral, Brive-la-Gaillarde.

2010
- Les Animaux animés, musée des Beaux-Arts de Nantes.
- La Loge fantôme, Marion Meyer Contemporain, Paris.

2011
- Marion Meyer Contemporain, Francfort (Allemagne).
- Tapis de guerre, Nouvelles cartographies poétiques, salle de la résidence des Jacobins, Limoges.

2013
- The Searchers, Crédac centre d'art contemporain, Ivry-sur-Seine[8].
- Galerie Eva Meyer, Paris.

2016
- La Loge des Fratellini, Frac Basse-Normandie, Caen[9].

2015
- Chapelle des Jésuites, École supérieure des beaux-arts, Nîmes.

2017
- Galerie Eva Meyer, Paris.

2018-2019
- Michel Aubry - La Grande Illusion, musée d'Art, Histoire et Archéologie, Évreux.

2021
- Der Grosse Spieler: Ein Bild der Zeit, l'Aubette 1928, Strasbourg.
- La Loge des Fratellini, Hear, La Chaufferie, Strasbourg.

### Expositions collectives
1997
- Austerlitz@utrement, galerie Jean-François Dumont, Paris.
- L'Empreinte, Centre Georges-Pompidou, Paris.
- Images, objets, scènes, Cnac Le Magasin, Grenoble ; Centre d'art contemporain, Vilnius, Lituanie.

1998
- Images, Objets, Scènes, Kunstihoone, Tallinn, Estonie.
- Musiques en scène, œuvres sonores, musée d'Art contemporain, Lyon.
- L’Entrelacement et l’enveloppe, villa du Parc, Annemasse.

1999
- Good Map !, École des beaux-arts, Quimper.
- Galerie Siyah/Beyaz, Ankara.

2000
- Be seeing you, Espace Jules-Verne, Brétigny-sur-Orge.
- Une suite décorative : 3e mouvement, Frac Limousin, Limoges.
- Négociations, Centre régional d’art contemporain, Sète.
- Partage d’exotismes, 5e Biennale d’art contemporain, Lyon.
- L’Art dans le vent, domaine de Chamarande.
- Plié(e)(s) en quatre, Espace Huit novembre, Paris.
- Les Environnementales, Jouy-en-Josas.

2001
- Ondes : Architectures de son, images de lumière, CAPC, Bordeaux.
- Galerie Michel Rein, Paris.
- Salons de musique, musée d'Art moderne et contemporain, Strasbourg.
- Intervalles, chapelle de Monty, Charneux, Belgique.
- 24h/24, Decimus Magnus Art, Bordeaux.

2002
- Qu’est-ce que l’art domestique ?, Cité internationale universitaire, pavillon de Norvège, Paris
- Ommegang-Circumflexion, Roeselare, Belgique.
- L’Art vu à distance, Frac Limousin, Limoges.
- …confiture demain et confiture hier - Mais jamais confiture aujourd’hui…, CRAC, Sète.
- Paroles de fringue, musée de Bourgoin-Jallieu.
- Cache-cache camouflage, musée de Design et d'Arts appliqués, Lausanne.

2003
- Hotelit, Utrecht, Pays-Bas.
- Actifs/réactifs, Le Lieu unique, Nantes.
- Incidence, Art Moskva, Moscou.

2004
- Concept store, Tri-postal, Lille.

2005
- L’Œil du touriste. Que reste-t-il de nos amours ?, galerie Patricia Dorfmann, Paris.
- Speelhoven 05, Aarschot, Belgique.
- Images de guerre, Le Quai - École supérieure d’art, Mulhouse.

2006
- La Force de l’art, Grand Palais, Paris.
- Tenture 2001, musée départemental de la Tapisserie, Aubusson.
- Bang ! Bang ! Trafic d’armes de Saint-Étienne à Sète, musée d'Art et d'Industrie, Saint-Étienne et MIAM, Sète.

2007
- Art Paris 07, galerie Marion Meyer, Paris.
- On fait le mur…, Espace d’art concret, Mouans-Sartoux.

2008
- Après l’Éden, Le Lieu unique, Nantes.
- Des constructeurs éclectiques, Centre régional d’art contemporain, Sète.

2009
- L'Estuaire Nantes <> Saint-Nazaire, Le Lieu unique, Nantes.

2010
- Dialogues : son, vibration et musique, Michel Aubry, Max Neuhaus, Esac, Pau.

2011
- Décor & installations, galerie gationale de la Tapisserie, Beauvais.
- L’Art de l’apparence, l’apparence de l’art, Venise.
- Michel Aubry, Rainier Lericolais, Richard Monnier, Marion Meyer Contemporain, Paris.

2012
- The Imminence of Poetics, Biennale de São Paulo, Brésil[10].
- Les Prairies, Biennale d’art contemporain, Rennes.
- Man Ray – Dialog mit zeitgenössicher Kunst, Marion Meyer Contemporain, Frankfurt.
- Ever living ornement, Centre d’art de l’Onde, Vélizy-Villacoublay.
- Pièce unique, Marion Meyer Contemporain, Paris.

2013
- Decorum, musée d'Art moderne de Paris.
- Veduta, Biennale de Lyon.

2014
- Monument, musée des Beaux-Arts de Calais.
- Decorum, Power Station of Art, Shanghai, Chine.

2015
- Le Nouveau festival, Centre Georges-Pompidou, Paris[11].
- Re-Corbusier. Vingt œuvres contemporaines à la Villa La Roche, Fondation Le Corbusier.
- VariationsLeCorbusier, CIAC, Château de Carros.
- Ouverture pour inventaire, Frac des Pays de la Loire, Hab Galerie, Nantes.
- (Mes) équivalence(s) curative(s), Une proposition de Grégoire Monsaingeon, galerie Eva Meyer, Paris.

2016
- Hétérotopies. Des avant-gardes dans l'art contemporain, musée d'Art moderne et contemporain de Strasbourg.
- Tombée de métier. Edition #1, Mobilier national, Galerie des Gobelins, Paris.
- Endgame: Duchamp, chess and the avant-gardes, Fondation Joan Miro, Barcelone.
- Garby Larty, Larty collection, galerie Garby's, Paris.
- Textures de l'art contemporain, musée de l'Hospice Saint-Roch, Issoudun.
- Quoi que tu fasses, fais autre chose, Frac des Pays de la Loire, HAB Galerie, Nantes.
- À Lundi !, Frac Aquitaine, Bordeaux.

2017
- Indexmakers, Le 19, Montbéliard.
- Turnup# 2, galerie de la Voûte, Paris.
- Le berrython, École municipale des beaux-arts, Châteauroux.
- Blazers / Blasons 2, Collectif La Valise, Atelier Alain Le Bras, Nantes.

2018
- Muralnomad, Le Quadrilatère, Beauvais.
- Ligne de Mire, MUDAC, Lausanne, Suisse.
- Images / Ventenac, Ventenac en Minervois.
- Deux voyageurs arrivèrent dans ce lieu : Man Ray et Nous, galerie Eva Meyer, Paris.

2019
- Im Visier. Die Schusswaffe in Kunst und Design, Forum Schlossplatz, Aarau, Suisse.
- The Fabric of Modernity, Kunsthalle München, Allemagne.
- Body Double et Répliqûre Théâtre Garonne/L'Adresse, Toulouse, Le Printemps de Septembre.
- 26 x Bauhaus, Instituts Français de Berlin, Brême, Munich, Mayence, Bonn et Francfort-am-Main.

2020
- Extra Large, Kunsthal Rotterdam, Pays-Bas.
- Folklore, Centre Pompidou-Metz / Mucem, Marseille.
- Sur la Brèche, Moulin des arts, Saint-Rémy.

2021
- Arts de l'Islam. Un passé pour un présent. Trésors du Louvre, des collections nationales et des régions, musée des Beaux-Arts de Dijon.
- Le Printemps de septembre, Toulouse.

2022
- L'art d'apprendre. Une école des créateurs, Centre Pompidou-Metz.

## Collections publiques
- Musée d'Art contemporain de Lyon.
- Musée d'Art moderne et contemporain de Strasbourg.
- Fonds national d'art contemporain.
- Les Abattoirs, Toulouse.
- Frac Alsace.
- Frac Aquitaine.
- Frac Auvergne.
- Frac Basse-Normandie.
- Frac bourgogne.
- Frac Bretagne.
- Frac Centre.
- Frac Limousin.
- Frac des Pays de la Loire.
- Frac Poitou-Charentes.
- Collection départemental d'art contemporain Seine-Saint-Denis.

#### Ouvrages monographiques
- Le Département des Kornemuses (avec Sarkis), texte de Adrian Harding, éd. Centre d'Art Contemporain de Châteauroux, 1985.
- Michel Aubry, texte d’Eric Troncy, Bordeaux, éd. Galerie Jean-François Dumont, 1989.
- Michel Aubry, catalogue, texte de Françoise Ducros, édition d’un cd audio ; 18 sonates pour bakélite et canne de Sardaigne, Angoulême, éd. Frac Poitou-Charentes ; Rennes, La  Criée ; Nice, villa Arson, 1990.
- Le Joueur, textes de Anne F. Garréta, Lost in translation et de Remo Guidieri, Vite senza fine, éd. Centre culturel français de Palerme et de Sicile, 1992.
- Symétrie de guerre, 1997, Michel Aubry et Remo Guidieri, Bruxelles, Édition Saint-Opportune (« Symétrie de guerre », sur centrepompidou.fr).
- Parcours 1, Parcours 2, cd audio, avec François Giraudon, Bourges, éd. l'Institut de musique électroacoustique de Bourges et La Box, 1998.
- Michel Aubry, journal d’information, La Galerie, Noisy-Le-Sec, 1999.
- Michel Aubry, catalogue, texte d’Yves Aupetitallot, Quimper, éd. le Quartier/Centre d’art contemporain de Vassivière, 2001.
- Club ouvrier, texte d’Inigo de Satrustegui , Il n’y a plus de programme et notices de Michel Aubry, Bordeaux, éd. Bookstorming.com/Decimus Magnus Art, 2002.
- H.W.K., dépliant/plan-partition du jardin au Frac Alsace, Sélestat, 2004.
- Salle d'armes, texte d'Alexandre Mare et notices de Michel Aubry, éd. Galerie Mairion Meyer, 2006.
- Les Dispositifs romanesques de Michel Aubry, Hugo Lacroix, Éditions Nicolas Chaudun, Marion Meyer Contemporain, 2010.
- Rodtchenko à Paris, cassette audio, musique Rainier Lericolais, 2010.
- La Visite des écoles d'art, une fiction d'école, Michel Aubry et David Legrand. 2 dvd / livre, éd. École des beaux-arts de Nantes / Al Dante, 2012.
- La Sixième partie du monde, Michel Aubry, Captures éditions, 2014 (« Michel Aubry, La Sixième partie du monde », sur captures-editions.com).

#### Articles de presse
- Bruno Chenique, « Michel Aubry - Conversations romaines », Saisons d'Alsace, no 116, été 1992.
- Alexandre Castant, « Identification des objets sonores », Art Press, no 211, Paris, mars 1996.
- Frédéric Bouglé, « De la cornemuse à la sculpture numérique » [entretien], Art Présence, no 26, 1998 ; et Doc(k)s, Série 3, nos 12-18-19-20, Ajaccio, 1998.
- (en) Garry Faif, « Michel Aubry: The private Field of Design » [entretien], World of Design, no 3, Saint-Petersbourg, 1999.
- Hugo Lacroix, « Michel Aubry, bienvenue aux clubs ouvriers », Art press, no 298, février 2004.
- Hugo Lacroix, « Michel Aubry, tout perdre en une seule fois », Area revue, no 17, été 2008.
- Hugo Lacroix, « Musique de l'inactuel », Nouvelle revue d'esthétique, no 3, 2009.
- Hugo Lacroix, « John M.Armleder, Michel Aubry, le Parvis centre d'art contemporain », Nouvelle revue d'esthétique, no 4, 2009.
- Claire Margat, « Michel Aubry, La répliqûre ou l’art du collé-monté », Area revue, no 2, octobre 2010.
- Hélène Meisel, « Le maître étalon. Michel Aubry ou comment faire chanter les avant-gardes exemplaires », Les Cahiers du Musée national d'art moderne, printemps 2014, n° 127